# Désileuse
Une désileuse est un appareil permettant de vider rapidement un silo de son contenu. La plupart des désileuses sont distributrices.
Elles se trouvent à présent couramment dans les fermes d'élevage, depuis la disparition des silos verticaux au profit des silos horizontaux.

## Les différents types de désileuses

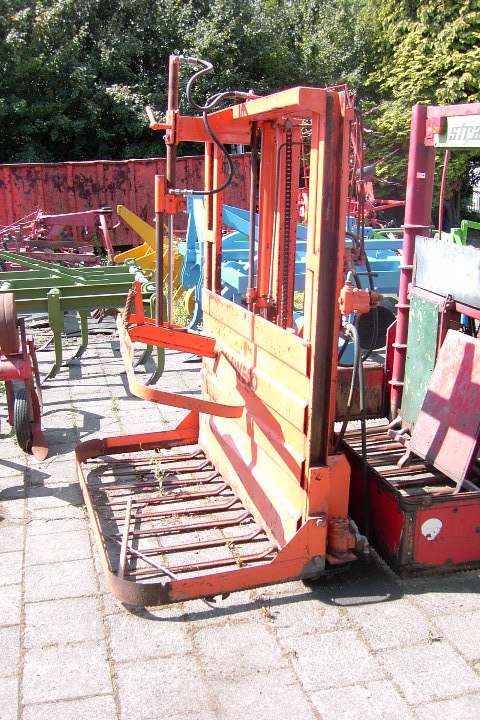
désileuse en bloc

- La désileuse en bloc, qui est portée sur un tracteur, un chargeur ou un chargeur télescopique, comprend une fourche qui pénètre horizontalement dans le tas d'ensilage et une scie verticale qui découpe environ une tonne d'ensilage qui sera ensuite distribué aux animaux. Le grand avantage de ce type de désileuse est que le front d'ensilage reste net, ce qui limite les risques de moisissures. L'inconvénient est que l'on ne distribue que de petites quantités.

- La désileuse à griffe est composée d'un bras mobile, situé à l'arrière de l'outil, équipé d'une griffe verticale à son extrémité. Grâce à des vérins, cette griffe pousse l'ensilage dans une benne, elle-même accrochée derrière un tracteur. L'avantage de ce type de désileuse est que le chargement est rapide. L'inconvénient est que le front du tas d'ensilage est irrégulier.

- La désileuse à fraise rotative comporte une benne sur tracteur et un rotor à griffes horizontales, mobile de haut en bas grâce à deux vérins. Elle permet de créer un front d'attaque net et régulier, tout comme la désileuse en bloc. L'inconvénient majeur de ce système est que l'installation sur tracteur est contraignante.

## Les différentes options
- La désileuse mélangeuse permet de mélanger l'ensilage ainsi récupéré avec différents concentrés comme le blé, le maïs, l'orge ou l'avoine. Ce système permet de distribuer un aliment tout prêt aux animaux, et ainsi de gagner du temps.

- La désileuse automotrice, donc autonome dans ses déplacements, est un outil généralement réservé aux très grosses exploitations d'élevage ou aux groupements d'achat de matériel comme les CUMA ou les copropriétés. Généralement, elles sont aussi mélangeuses. L'inconvénient est que leur coût d'achat et d'entretien est très élevé.

- La désileuse pailleuse permet de combiner deux outils en un. On a, à la fois une désileuse distributrice pour nourrir les animaux et à la fois une pailleuse qui permet de renouveler la litière en paille des animaux et permet donc de gagner du temps de travail.

## Les prix
Les prix de ce type de matériel sont très variables selon le type de désileuse que l'on cherche. Pour une petite désileuse distributrice portée derrière le tracteur, les prix avoisinent les 20 000 euros. Mais pour les désileuses automotrices, avec toutes les options, les prix peuvent atteindre la somme de 159 000 euros.